# The Murder Capitol
The Murder Capitol - kolejny już po Once Upon a Time in Brooklyn mixtape wydany przez Uncle Murda wraz z DJ-em Cutmaster C.

## Lista utworów
1. "Intro" – 0:34
2. "Cutmaster C Speaks"  – 0:30
3. "Ambitions of a Rider" – 2:18
4. "Movin" – 3:07
5. "Crunk Music"– 1:57
6. "Story to Tell" – 2:18
7. "9s and 45s" – 2:27
8. "Hustlers Ambitions" – 3:45
9. "Interlude" – 0:35
10. "GMG"  – 2:58
11. "Hey Girl" – 2:52
12. "Interlude" – 0:19
13. "Pimp Shit" – 2:55
14. "Freestyle" – 2:51
15. "So Much Drama" – 3:44
16. "Pop Off"  – 2:26
17. "Fuck for Free" – 2:29
18. "Who Shot Ya?" – 2:30
19. "Story to Tell Pt. 2" – 2:33
20. "Got Yaself a Gun" – 3:48 (utwór dodatkowy)
21. "10 Street Commandments" – 3:43 (utwór dodatkowy)